# Marcus Livius Drusus Claudianus
Marcus Livius Drusus Claudianus († 42 v.Chr. bij Philippi, PIR2 L 294) was een senator in de late Romeinse Republiek.
Hij was afkomstig uit de gens Claudia, waarschijnlijk de tak van de Claudii Pulchri, en werd door een zekere Livius geadopteerd, vermoedelijk Marcus Livius Drusus minor. Drusus Claudianus was met een zekere Alfidia getrouwd, dochter van een Marcus Alfidius uit de Italische stad Fundi, met wie hij een dochter Livia Drusilla had, die de vrouw van Augustus zou worden.
In het jaar 50 v.Chr. zat Drusus Claudianus een gerechtshof voor. Het is niet duidelijk of hij een daarvoor aangestelde rechter of een praetor was. In het voorjaar van 45 v.Chr. was hij in Rome, waar Cicero dacht, tuinen van hem te kopen. In 43 v.Chr. werd hij door de triumviri geproscribeerd en vluchtte naar de moordenaars van Caesar in Griekenland. Na de nederlaag in de slag bij Philippi in 42 v.Chr. ontnam hij zichzelf het leven, in plaats van zich over te geven.
Als respectievelijk groot- en overgrootvader van de principes Tiberius en Claudius werd Drusus Claudianus in de vroege keizertijd met standbeelden geëerd.

## Referentie
- H.G. Gundel, art. Drusus I. 5, in Der Kleine Pauly 2 (1967), p. 170.